# تپه پشت مالی
تپه پشت مالی در شهرستان کوهدشت، بخش طرهان، دهستان طرهان، شمال روستای چشمه خمینی واقع شده و این اثر در تاریخ ۲۲ اسفند ۱۳۸۵ با شمارهٔ ثبت ۱۸۲۰۷ به‌عنوان یکی از آثار ملی ایران به ثبت رسیده است.